# 貝爾薩耶斯
貝爾薩耶斯是哥倫比亞的城鎮，位於該國西部，由考卡山谷省負責管轄，距離首府卡利210公里，始建於1894年5月18日，面積352平方公里，海拔高度2,694米，2005年人口7,987。
4°40′N 76°15′W / 4.667°N 76.250°W